# A holnap legendái epizódjainak listája
A szócikk a A holnap legendái című televíziós sorozat epizódjait sorolja fel.
A sorozat 2016. január 21-én indult a The CW televíziós csatornán az Amerikai Egyesült Államokban. 2022-ben a csatorna elkaszálta a sorozatot, így a hetedik évad az utolsó. Magyarországon a Viasat 6 kezdte vetíteni 2016. augusztus 24-én.

## Évados áttekintés
| Évad | Évad | Részek száma | Részek száma | Eredeti sugárzás  | Eredeti sugárzás    | Eredeti adó | Magyar sugárzás      | Magyar sugárzás     | Magyar adó |
| Évad | Évad | Részek száma | Részek száma | Évadbemutató      | Évadzáró            | Eredeti adó | Évadbemutató         | Évadzáró            | Magyar adó |
| ---- | ---- | ------------ | ------------ | ----------------- | ------------------- | ----------- | -------------------- | ------------------- | ---------- |
|      | 1.   | 16           | 16           | 2016. január 21.  | 2016. május 19.     | The CW      | 2016. augusztus 24.  | 2016. október 12.   | Viasat 6   |
|      | 2.   | 17           | 17           | 2016. október 13. | 2017. április 4.    | The CW      | 2017. szeptember 6.  | 2018. január 3.     | Viasat 6   |
|      | 3.   | 18           | 18           | 2017. október 10. | 2018. április 9.    | The CW      | 2018. augusztus 29.  | 2018. október 24.   | Viasat 6   |
|      | 4.   | 16           | 16           | 2018. október 22. | 2019. május 20.     | The CW      | 2019. szeptember 18. | 2020. január 15.    | Viasat 6   |
|      | 5.   | 15           | 15           | 2020. január 14.  | 2020. június 2.     | The CW      | 2021. január 26.     | 2021. május 4.      | Viasat 6   |
|      | 6.   | 15           | 15           | 2021. május 2.    | 2021. szeptember 5. | The CW      | 2021. november 17.   | 2022. február 2.    | Viasat 6   |
|      | 7.   | 13           | 13           | 2021. október 13. | 2022. március 2.    | The CW      | 2023. május 15.      | 2023. augusztus 14. | AXN        |

## Epizódok

### Első évad (2016)
| Sor. | Év. | Cím                                          | Rendező            | Író                                                            | Premier                                | Nézettség   |
| ---- | --- | -------------------------------------------- | ------------------ | -------------------------------------------------------------- | -------------------------------------- | ----------- |
| 1.   | 1.  | Toborzás, 1. rész (Pilot, Part 1)            | Glen Winter        | Greg Berlanti, Marc Guggenheim, Andrew Kreisberg, Phil Klemmer | 2016. január 21. 2016. augusztus 24.   | 3,21 millió |
| 2.   | 2.  | Toborzás, 2. rész (Pilot, Part 2)            | Glen Winter        | Phil Klemmer, Marc Guggenheim, Greg Berlanti, Andrew Kreisberg | 2016. január 28. 2016. augusztus 24.   | 2,89 millió |
| 3.   | 3.  | A vér kötelez (Blood Ties)                   | Dermott Downs      | Marc Guggenheim, Chris Fedak                                   | 2016. február 4. 2016. augusztus 31.   | 2,32 millió |
| 4.   | 4.  | Hős lovagok (White Knights)                  | Antonio Negret     | Sarah Nicole Jones, Phil Klemmer                               | 2016. február 7. 2016. augusztus 31.   | 2,39 millió |
| 5.   | 5.  | Vész terv (Fail-Safe)                        | Dermott Downs      | Beth Schwartz, Grainne Godfree                                 | 2016. február 18. 2016. szeptember 7.  | 2,25 millió |
| 6.   | 6.  | Star City 2046 (Star City 2046)              | Steve Shill        | Marc Guggenheim, Ray Utarnachitt                               | 2016. február 25. 2016. szeptember 7.  | 2,47 millió |
| 7.   | 7.  | Segélyhívás (Marooned)                       | Gregory Smith      | Anderson Mackenzie, Phil Klemmer                               | 2016. március 3. 2016. szeptember 14.  | 2,28 millió |
| 8.   | 8.  | A sólymok éjszakája (Night of the Hawk)      | Joe Dante          | Sarah Nicole Jones, Cortney Norris                             | 2016. március 10. 2016. szeptember 14. | 2,01 millió |
| 9.   | 9.  | Hátrahagyottak (Left Behind)                 | John F. Showalter  | Beth Schwartz, Grainne Godfree                                 | 2016. március 31. 2016. szeptember 21. | 1,97 millió |
| 10.  | 10. | Az örökös (Progeny)                          | David Geddes       | Phil Klemmer, Marc Guggenheim                                  | 2016. április 7. 2016. szeptember 21.  | 1,88 millió |
| 11.  | 11. | A nyolc mesterlövész (The Magnificent Eight) | Thor Freudenthal   | Marc Guggenheim                                                | 2016. április 12. 2016. szeptember 28. | 1,98 millió |
| 12.  | 12. | Az utolsó menedék (Last Refuge)              | Rachel Talalay     | Chris Fedak & Matthew Maala                                    | 2016. április 21. 2016. szeptember 28. | 1,78 millió |
| 13.  | 13. | Leviatán (Leviathan)                         | Gregory Smith      | Sarah Nicole Jones & Ray Utarnachitt                           | 2016. április 28. 2016. október 5.     | 1,86 millió |
| 14.  | 14. | Az időfolyam (River of Time)                 | Alice Troughton    | Cortney Norris & Anderson Mackenzie                            | 2016. május 5. 2016. október 5.        | 1,63 millió |
| 15.  | 15. | Végzet (Destiny)                             | Olatunde Osunsanmi | Phil Klemmer & Chris Fedak                                     | 2016. május 12. 2016. október 12.      | 1,89 millió |
| 16.  | 16. | Legendák (Legendary)                         | Dermott Downs      | Phil Klemmer & Marc Guggenheim                                 | 2016. május 19. 2016. október 12.      | 1,85 millió |

### Második évad (2016–2017)
| Sor. | Év. | Cím                                                           | Rendező          | Író                                                                             | Premier                                | Nézettség   |
| ---- | --- | ------------------------------------------------------------- | ---------------- | ------------------------------------------------------------------------------- | -------------------------------------- | ----------- |
| 17.  | 1.  | Elveszve az időben (Out of Time)                              | Dermott Downs    | Történet: Greg Berlanti & Chris Fedak Tévéjáték: Marc Guggenheim & Phil Klemmer | 2016. október 13. 2017. szeptember 6.  | 1,82 millió |
| 18.  | 2.  | Az Amerikai Igazságszövetség (The Justice Society of America) | Michael Grossman | Marc Guggenheim & Phil Klemmer                                                  | 2016. október 27. 2017. szeptember 13. | 1,80 millió |
| 19.  | 3.  | A shogun (Shogun)                                             | Kevin Tancharoen | Phil Klemmer & Grainne Godfree                                                  | 2016. október 27. 2017. szeptember 20. | 1,75 millió |
| 20.  | 4.  | A holtak hajlana (Abominations)                               | Michael Allowitz | Marc Guggenheim & Ray Utarnachitt                                               | 2016. november 3. 2017. október 4.     | 1,74 millió |
| 21.  | 5.  | Veszélyben (Compromised)                                      | David Geddes     | Keto Shimizu & Grainne Godfree                                                  | 2016. november 10. 2017. október 11.   | 1,77 millió |
| 22.  | 6.  | Zsiványok kincse (Outlaw Country)                             | Cherie Nowlan    | Matthew Maala & Chris Fedak                                                     | 2016. november 17. 2017. október 18.   | 1,85 millió |
| 23.  | 7.  | Invázió 3. rész (Invasion!)                                   | Gregory Smith    | Történet: Greg Berlanti Tévéjáték: Phil Klemmer & Marc Guggenheim               | 2016. december 1. 2017. október 25.    | 3,39 millió |
| 24.  | 8.  | A maffia-módszer (The Chicago Way)                            | Ralph Hemecker   | Sarah Nicole Jones & Ray Utarnachitt                                            | 2016. december 8. 2017. november 1.    | 2,00 millió |
| 25.  | 9.  | Az elveszett filmek fosztogatói (Raiders of the Lost Art)     | Dermott Downs    | Keto Shimizu & Chris Fedak                                                      | 2017. január 24. 2017. november 8.     | 1,74 millió |
| 26.  | 10. | A Kárhozat Légió (The Legion of Doom)                         | Eric Laneuville  | Phil Klemmer & Marc Guggenheim                                                  | 2017. január 31. 2017. november 15.    | 1,78 millió |
| 27.  | 11. | Áruló (Turncoat)                                              | Alice Troughton  | Grainne Godfree & Matthew Maala                                                 | 2017. február 7. 2017. november 22.    | 1,77 millió |
| 28.  | 12. | Camelot 3000 (Camelot/3000)                                   | Antonio Negret   | Anderson Mackenzie                                                              | 2017. február 21. 2017. november 29.   | 1,64 millió |
| 29.  | 13. | Az elveszett világ (Land of the Lost)                         | Ralph Hemecker   | Keto Shimizu & Ray Utarnachitt                                                  | 2017. március 7. 2017. december 6.     | 1,54 millió |
| 30.  | 14. | Utazás a holdra (Moonshot)                                    | Kevin Mock       | Grainne Godfree                                                                 | 2017. március 14. 2017. december 13.   | 1,34 millió |
| 31.  | 15. | A lándzsa szövetsége (Fellowship of the Spear)                | Ben Bray         | Keto Shimizu & Matthew Maala                                                    | 2017. március 21. 2017. december 20.   | 1,72 millió |
| 32.  | 16. | Kárhozatvilág (Doomworld)                                     | Mairzee Almas    | Ray Utarnachitt & Sarah Hernandez                                               | 2017. március 28. 2017. december 27.   | 1,59 millió |
| 33.  | 17. | Aruba (Aruba)                                                 | Rob Seidenglanz  | Phil Klemmer & Marc Guggenheim                                                  | 2017. április 4. 2018. január 3.       | 1,52 millió |

### Harmadik évad (2017–2018)
| Sor. | Év. | Cím                                                           | Rendező            | Író                               | Premier                                 | Nézettség   |
| ---- | --- | ------------------------------------------------------------- | ------------------ | --------------------------------- | --------------------------------------- | ----------- |
| 34.  | 1.  | Az elrontott idő (Aruba-Con)                                  | Rob Seidenglanz    | Phil Klemmer & Marc Guggenheim    | 2017. október 10. 2018. augusztus 29.   | 1,71 millió |
| 35.  | 2.  | Cirkusz (Freakshow)                                           | Kevin Tancharoen   | Keto Shimizu & Grainne Godfree    | 2017. október 17. 2018. augusztus 29.   | 1,58 millió |
| 36.  | 3.  | Zari (Zari)                                                   | Mairzee Almas      | James Eagan & Ray Utarnachitt     | 2017. október 24. 2018. szeptember 5.   | 1,43 millió |
| 37.  | 4.  | Hazatelefonálás (Phone Home)                                  | Kevin Mock         | Matthew Maala                     | 2017. október 31. 2018. szeptember 5.   | 1,38 millió |
| 38.  | 5.  | Vérvörös hold (Return of the Mack)                            | Alexandra La Roche | Grainne Godfree & Morgan Faust    | 2017. november 7. 2018. szeptember 12.  | 1,52 millió |
| 39.  | 6.  | Hajsza Helénáért (Helen Hunt)                                 | David Geddes       | Keto Shimizu & Ubah Mohamed       | 2017. november 14. 2018. szeptember 12. | 1,53 millió |
| 40.  | 7.  | Hív a dzsungel (Welcome to the Jungle)                        | Mairzee Almas      | Ray Utarnachitt & Tyron B. Carter | 2017. november 21. 2018. szeptember 19. | 1,49 millió |
| 41.  | 8.  | Válság az X-földön, 4. rész (Crisis on Earth-X, Part 4)       | Gregory Smith      | Phil Klemmer & Keto Shimizu       | 2017. november 28. 2018. szeptember 19. | 2,80 millió |
| 42.  | 9.  | Beebo a háború istene (Beebo the God of War)                  | Kevin Mock         | Grainne Godfree & James Eagan     | 2017. december 5. 2018. szeptember 26.  | 1,61 millió |
| 43.  | 10. | Apuci szeme-fénye (Daddy Darhkest)                            | Dermott Downs      | Keto Shimizu & Matthew Maala      | 2018. február 12. 2018. szeptember 26.  | 1,51 millió |
| 44.  | 11. | Újra és újra (Here I Go Again)                                | Ben Bray           | Ray Utarnachitt & Morgan Faust    | 2018. február 19. 2018. október 3.      | 1,40 millió |
| 45.  | 12. | A föld totem átka (The Curse of the Earth Totem)              | Chris Tammaro      | Grainne Godfree & Ubah Mohamed    | 2018. február 26. 2018. október 3.      | 1,51 millió |
| 46.  | 13. | Nem vén apáknak való vidék (No Country for Old Dads)          | Viet Nguyen        | Keto Shimizu & James Eagan        | 2018. március 5. 2018. október 10.      | 1,19 millió |
| 47.  | 14. | Csodás kegyelem (Amazing Grace)                               | David Geddes       | Matthew Maala & Tyron B. Carter   | 2018. március 12. 2018. október 10.     | 1,26 millió |
| 48.  | 15. | A halál hívó szava (Necromancing the Stone)                   | April Mullen       | Grainne Godfree & Morgan Faust    | 2018. március 19. 2018. október 17.     | 1,25 millió |
| 49.  | 16. | Én, Ava (I, Ava)                                              | Dean Choe          | Ray Utarnachitt & Daphne Miles    | 2018. március 26. 2018. október 17.     | 1,28 millió |
| 50.  | 17. | John Noble besegít (Guest Starring John Noble)                | Ralph Hemecker     | Keto Shimizu & James Eagan        | 2018. április 2. 2018. október 24.      | 1,23 millió |
| 51.  | 18. | A jó, és a rossz és a cuki (The Good, the Bad and the Cuddly) | Dermott Downs      | Marc Guggenheim & Phil Klemmer    | 2018. április 9. 2018. október 24.      | 1,41 millió |

### Negyedik évad (2018–2019)
| Sor. | Év. | Cím                                                                              | Rendező            | Író                                | Premier                                | Nézettség   |
| ---- | --- | -------------------------------------------------------------------------------- | ------------------ | ---------------------------------- | -------------------------------------- | ----------- |
| 52.  | 1.  | Szűz Gary (The Virgin Gary)                                                      | Gregory Smith      | Phil Klemmer & Grainne Godfree     | 2018. október 22. 2019. szeptember 18. | 1,00 millió |
| 53.  | 2.  | Boszorkányüldözés (Witch Hunt)                                                   | Kevin Mock         | Keto Shimizu & Matthew Maala       | 2018. október 29. 2019. szeptember 25. | 0,94 millió |
| 54.  | 3.  | A táncoló királynő (Dancing Queen)                                               | Kristin Windell    | James Eagan & Morgan Faust         | 2018. november 5. 2019. október 2.     | 0,86 millió |
| 55.  | 4.  | Amerikai álomtábor (Wet Hot American Bummer)                                     | David Geddes       | Ray Utarnachitt & Tyrone B. Carter | 2018. november 12. 2019. október 9.    | 0,90 millió |
| 56.  | 5.  | Tagumo támad!!! (Tagumo Attacks!!!)                                              | Alexandra La Roche | Keto Shimizu & Ubah Mohammed       | 2018. november 19. 2019. október 16.   | 0,91 millió |
| 57.  | 6.  | Minotaurusz altató (Tender Is the Nate)                                          | Dean Choe          | Phil Klemmer & Matthew Maala       | 2018. november 26. 2019. október 23.   | 0,97 millió |
| 58.  | 7.  | Nem ár, babám! (Hell No, Dolly!)                                                 | April Mullen       | Grainne Godfree & Morgan Faust     | 2018. december 3. 2019. október 30.    | 0,93 millió |
| 59.  | 8.  | A holnap macskája (Legends of To-Meow-Meow)                                      | Ben Bray           | James Eagan & Ray Utarnachitt      | 2018. december 10. 2019. november 6.   | 1,10 millió |
| 60.  | 9.  | Elszánt küzdelem (Lucha de Apuestas)                                             | Andrew Kasch       | Keto Shimizu & Tyrone B. Carter    | 2019. április 1. 2019. november 13.    | 0,92 millió |
| 61.  | 10. | A menekülés (The Getaway)                                                        | Viet Nguyen        | Matthew Maala & Ubah Mohammed      | 2019. április 8. 2019. november 20.    | 0,95 millió |
| 62.  | 11. | Szeánsz és érzelem (Séance & Sensibility)                                        | Alexandra La Roche | Grainne Godfree & Jackie Canino    | 2019. április 15. 2019. november 27.   | 0,98 millió |
| 63.  | 12. | A padlizsán, a banya és a ruhásszekrény (The Eggplant, the Witch & the Wardrobe) | Mairzee Almas      | Morgan Faust & Daphne Miles        | 2019. április 22. 2019. december 4.    | 0,85 millió |
| 64.  | 13. | Az aranytojás (Egg MacGuffin)                                                    | Chris Tammaro      | James Eagan & Tyron B. Carter      | 2019. április 29. 2019. december 11.   | 0,91 millió |
| 65.  | 14. | Mell hipnó (Nip/Stuck)                                                           | David Geddes       | Ray Utarnachitt & Matthew Maala    | 2019. május 6. 2019. december 18.      | 0,94 millió |
| 66.  | 15. | Általános Szerződési Feltéletek (Terms of Service)                               | April Mullen       | Grainne Godfree & Ubah Mohammed    | 2019. május 13. 2020. január 8.        | 0,99 millió |
| 67.  | 16. | Hey, World! (Hey, World!)                                                        | Kevin Mock         | Phil Klemmer & Keto Shimizu        | 2019. május 20. 2020. január 15.       | 1,05 millió |

### Ötödik évad (2020)
| Sor. | Év. | Cím                                                                   | Rendező            | Író                                                                | Premier                             | Nézettség   |
| ---- | --- | --------------------------------------------------------------------- | ------------------ | ------------------------------------------------------------------ | ----------------------------------- | ----------- |
| 68.  | 1.  | Végtelen világok válsága, 5. rész (Crisis on Infinite Earths, Part 5) | Gregory Smith      | Keto Shimizu & Ubah Mohamed                                        | 2020. január 14. 2021. január 26.   | 1,35 millió |
| 69.  | 2.  | Íme a legendák (Meet the Legends)                                     | Kevin Mock         | Grainne Godfree & James Eagan                                      | 2020. január 21. 2021. február 2.   | 0,72 millió |
| 70.  | 3.  | Akarj, Szeress, Csókolj! (Miss Me, Kiss Me, Love Me)                  | David Geddes       | Ray Utarnachitt                                                    | 2020. február 4. 2021. február 9.   | 0,77 millió |
| 71.  | 4.  | Megölhetsz bárkit (Slay Anything)                                     | Alexandra La Roche | Matthew Maala and Tyron B Carter                                   | 2020. február 11. 2021. február 16. | 0,74 millió |
| 72.  | 5.  | Parti fejvesztésig (A Head of Her Time)                               | Avi Youabian       | Morgan Faust                                                       | 2020. február 18. 2021. február 23. | 0,72 millió |
| 73.  | 6.  | A Kán haragja (Mortal Khanbat)                                        | Caity Lotz         | Grainne Godfree & Mark Bruner                                      | 2020. február 25. 2021. március 2.  | 0,74 millió |
| 74.  | 7.  | Mr. Parker zsákutcája (Mr. Parker's Cul-De-Sac)                       | Ben Bray           | Keto Shimizu & James Eagan                                         | 2020. március 10. 2021. március 9.  | 0,73 millió |
| 75.  | 8.  | Romeo Júlia ellen (Romeo V. Juliet: Dawn of Justness)                 | Alexandra La Roche | Ray Utarnachitt & Matthew Maala                                    | 2020. március 17. 2021. március 16. | 0,67 millió |
| 76.  | 9.  | A Másik Zari (Zari, Not Zari)                                         | Kevin Mock         | Morgan Faust & Tyron Carter                                        | 2020. április 21. 2021. március 23. | 0,65 millió |
| 77.  | 10. | Gyűrű Vadászat (The Great British Fake-Off)                           | David Geddes       | Jackie Canino                                                      | 2020. április 28. 2021. március 30. | 0,69 millió |
| 78.  | 11. | Kutyaszorítóban (Ship Broken)                                         | Andi Armaganian    | James Eagan & Mark Bruner                                          | 2020. május 5. 2021. április 6.     | 0,72 millió |
| 79.  | 12. | Különcök és Görögök (Freaks and Greeks)                               | Nico Sachse        | Matthew Maala and Ubah Mohammed                                    | 2020. május 12. 2021. április 13.   | 0,66 millió |
| 80.  | 13. | Legendák Vagyok (I Am Legends)                                        | Andrew Kasch       | Történet: Ray Utarnachitt Tévéjáték: Leah Pouillot & Emily Cheever | 2020. május 19. 2021. április 20.   | 0,80 millió |
| 81.  | 14. | A TV rabjai (The One Where We're Trapped On TV)                       | Marc Guggenheim    | Grainne Godfree & James Eagan                                      | 2020. május 26. 2021. április 27.   | 0,76 millió |
| 82.  | 15. | Hattyúdal (Swan Thong)                                                | Kevin Mock         | Keto Shimizu & Morgan Faust                                        | 2020. június 2. 2021. május 4.      | 0,73 millió |

### Hatodik évad (2021)
| Sor. | Év. | Cím                                                   | Rendező                   | Író                                        | Premier                              | Nézettség   |
| ---- | --- | ----------------------------------------------------- | ------------------------- | ------------------------------------------ | ------------------------------------ | ----------- |
| 83.  | 1.  | Föld hívja Sara Lancet (Ground Control to Sara Lance) | Kevin Mock                | James Eagan & Mark Bruner                  | 2021. május 2. 2021. november 17.    | 0,44 millió |
| 84.  | 2.  | Húsimádók (Meat: The Legends)                         | Rachel Talalay            | Matthew Mala & Morgan Faust                | 2021. május 9. 2021. november 24.    | 0,47 millió |
| 85.  | 3.  | Az Ex-Factor (The Ex-Factor)                          | David Geddes              | Grainne Godfree & Tyron Carter             | 2021. május 16. 2021. december 1.    | 0,38 millió |
| 86.  | 4.  | Tintahal-öböl (Bay of Squids)                         | Sudz Sutherland           | Phil Klemmer                               | 2021. május 23. 2021. december 8.    | 0,42 millió |
| 87.  | 5.  | A sátánista inasa (The Satanist's Apprentice)         | Caity Lotz                | Keto Shimizu & Ray Utarnachitt             | 2021. június 6. 2021. december 15.   | 0,42 millió |
| 88.  | 6.  | Futó csel (Bishop's Gambit)                           | Kevin Mock                | James Eagan & Emily Cheever                | 2021. június 13. 2022. január 4.     | 0,41 millió |
| 89.  | 7.  | Vissza a fináléba 2 (Back to the Finale Part II)      | Glen Winter               | Morgan Faust & Mark Bruner                 | 2021. június 20. 2022. január 5.     | 0,45 millió |
| 90.  | 8.  | Stresszes Western (Stressed Western)                  | David Ramsey              | Matthew Maala                              | 2021. június 27. 2022. január 11.    | 0,44 millió |
| 91.  | 9.  | Ime Gus (This is Gus)                                 | Eric Dean Seaton          | Tyron B. Carter                            | 2021. július 11. 2022. január 12.    | 0,40 millió |
| 92.  | 10. | Rossz vér (Bad Blood)                                 | Alexandra La Roche        | Grainne Godfree                            | 2021. július 18. 2022. január 18.    | 0,39 millió |
| 93.  | 11. | Az utolsó mező (The Final Frame)                      | Jes Macallan              | James Eagan & Ray Utarnachitt              | 2021. augusztus 8. 2022. január 19.  | 0,45 millió |
| 94.  | 12. | Unaloműzés a fedélzeten! (Bored On Board Onboard)     | Harry Jierjian            | Keto Shimizu & Leah Poulliot               | 2021. augusztus 15. 2022. január 25. | 0,35 millió |
| 95.  | 13. | Az ultrahangok hallgatnak (Silence of the Sonograms)  | Nico Sachse               | Phil Klemmer & Morgan Faust                | 2021. augusztus 22. 2022. január 26. | 0,41 millió |
| 96.  | 14. | Az Imperium forrása (There Will Be Brood)             | Maisie-Richardson Sellers | Ray Utarnachitt & Marcelena Campos Mayhorn | 2021. augusztus 29. 2022. február 1. | 0,43 millió |
| 97.  | 15. | Míg a halál el nem választ (The Fungus Amongus)       | David Geddes              | Keto Shimizu & James Eagan                 | 2021. szeptember 5. 2022. február 2. | 0,39 millió |

### Hetedik évad (2021–2022)
| Sor. | Év. | Cím                                                                   | Rendező                   | Író                                      | Premier                              | Nézettség   |
| ---- | --- | --------------------------------------------------------------------- | ------------------------- | ---------------------------------------- | ------------------------------------ | ----------- |
| 98.  | 1.  | Szőke Ciklon (The Bullet Blondes)                                     | Kevin Mock                | James Eagan & Ray Utarnachitt            | 2021. október 13. 2023. május 15.    | 0,59 millió |
| 99.  | 2.  | Kutyaszorítóban (The Need for Speed)                                  | Alexandra la Roche        | Morgan Faust és Marcelina Campos Mayhorn | 2021. október 20. 2023. május 22.    | 0,52 millió |
| 100. | 3.  | Nincs találat (wvrdr_error_100<oest-of-th3-gs.gid30n> not found)      | Caity Lotz                | Phil Klemmer és Matthew Maala            | 2021. október 27. 2023. június 5.    | 0,51 millió |
| 101. | 4.  | A titkos bár (Speakeasy Does It)                                      | Kristin Windell           | Keto Shimizu és Emily Cheever            | 2021. november 3. 2023. június 12.   | 0,56 millió |
| 102. | 5.  | Őrült, őrült, őrült tudós (It's a Mad, Mad, Mad, Mad Scientist)       | Andrew Kasch              | Paiman Kalayeh és Mark Bruner            | 2021. november 10. 2023. június 19.  | 0,48 millió |
| 103. | 6.  | Deus Ex Latrina (Deus Ex Latrina)                                     | Nico Sachse               | Ray Utarnachitt & Mercedes Valle         | 2021. november 17. 2023. június 26.  | 0,50 millió |
| 104. | 7.  | Nők munkafronton (A Woman's Place is in the War Effort!)              | Glen Winter               | Morgan Faust és Leah Poulliot            | 2021. november 24. 2023. július 3.   | 0,50 millió |
| 105. | 8.  | Paranoid Android (Paranoid Android)                                   | David Geddes              | Phil Klemmer & Marcelena Campos Mayhorn  | 2022. január 12. 2023. július 10.    | 0,56 millió |
| 106. | 9.  | Lucifer cirkusza, démoni produkciós iroda (Lowest Common Demoninator) | Eric Dean Seaton          | James Eagan és Emily Cheever             | 2022. január 19. 2023. július 17.    | 0,55 millió |
| 107. | 10. | A Fix Pont (The Fixed Point)                                          | Maisie Richardson-Sellers | Matthew Maala & Paiman Kalayeh           | 2022. január 26. 2023. július 24.    | 0,57 millió |
| 108. | 11. | Robotok kontra Legendák (Rage Against The Machines)                   | Jes Macallan              | Mark Bruner és Mercedes Valle            | 2022. február 2. 2023. július 31.    | 0,64 millió |
| 109. | 12. | Visszavonulás (Too Legit to Quit)                                     | Sudz Sutherland           | Morgan Faust és Leah Poulliot            | 2022. február 23. 2023. augusztus 7. | 0,43 millió |
| 110. | 13. | Gondterhes idők (Knocked Down, Knocked Up)                            | Kevin Mock                | Phil Klemmer és Keto Shimizu             | 2022. március 2. 2023. augusztus 14. | 0,46 millió |